# 類 (アクセント)
類（るい）またはアクセント語類（アクセントごるい）は、古い文献および現代方言の比較により、日本語諸方言の共通祖先（祖語）に存在したと推定される、アクセントで対立する語のグループ。日本語のアクセント体系は方言により異なっているが、規則的な対応関係があり、祖語からの規則的な変化により現代方言のアクセントが成立したと考えられている。各類に所属する語を、類別語彙（るいべつごい）と言う。
また、日本語の姉妹言語である琉球語諸方言におけるアクセントの対立グループは、日本語の「類」と区別するために系列（けいれつ）と呼ばれる。

## 概説
日本語の方言の単語のアクセントは地方によって異なるが、どの単語がどの単語と同じアクセントになるかにはほぼ規則的な対応がみられる。たとえば2拍（2モーラ）で構成される名詞のうち、「池」「花」「髪」は、東京では「いけが」「はなが」「かみが」と2拍目を高く発音するが（太字は高く発音する部分）、京都ではいずれも「いけが」「はなが」「かみが」と1拍目を高く発音する。また「雨」「声」「春」は、東京では「あめが」「こえが」「はるが」と1拍目を高く発音するが、京都ではいずれも「あめが」「こえが」「はるが」と2拍目が高く発音される。このような規則的な対応関係は日本全国の方言にある。
日本語のアクセントの歴史については、京都のアクセントの記録が平安時代後期（院政時代）から残っている。院政時代の京都アクセントでは、二拍名詞には「高高」「高低」「低低」「低高」「低降」という5種類の主要な型があった。また、動詞と形容詞は拍数に関わらず、原則として2種類の型に分かれていた。
こうした現代方言や古文献に記録されたアクセントの比較から、アクセントが変化するときには、同じアクセントの語はそろって同じ方向へ変化を起こしたことが分かる。たとえば、院政時代の京都アクセントで「低低」であった「池」「花」「髪」等の語は、現代京都で「高低」、東京で「低高」となっている。金田一春彦は、諸方言で同じ型に属している語同士を同じ「類」の語と呼び、1拍名詞に3つの類、2拍名詞に5つの類、3拍名詞に7つの類を建て、当初は第一類から第七類のように呼んでいたが、後に3拍名詞第三類は建てられなくなった。
金田一は院政時代の京都アクセントを祖語のアクセントとみなしていたが、さらに古い時代に祖語を設定する説が出ている。上野善道は、日本祖語（琉球語以外の、本土日本語の祖語）のアクセントとして、1拍名詞に5類、2拍名詞に8類、3拍名詞に12類を建てている。
また、琉球語では、二拍名詞の第3類、第4類、第5類が、それぞれ二つに分裂して別々の型になっている。松森晶子は、琉球語の共通祖先（琉球祖語）では、少なくとも3つのアクセントの型があったと見て、これをA系列、B系列、C系列と呼んでいる。2拍名詞では、日本語の第1類と第2類がA系列に、第3類の大部分と第4類・第5類のそれぞれ半数がB系列に、第3類の少数と第4類・第5類の残り半数がC系列に対応している。

## 類別・系列別語彙
語のアクセントは助詞（「が」「に」「を」など）が付いた形で考える必要がある。たとえば東京アクセントでは「鼻」と「花」はどちらも「はな」と発音され、一見すると区別がないようにも見えるが、助詞を付けて考えると「（鼻）はなが」、「（花）はなが」と発音され区別がある。
以下では、類別語彙として広く利用されてきた金田一(1974)（通称「金田一語類」）を基に、2拍名詞については琉球語における系列別語彙も五十嵐(2016)により示した。なお2拍名詞のうち金田一(1974)と五十嵐(2016)とで所属する類が一致しない語は除外してある。「降」は一拍内で高から低に下がることを表す。現代のアクセントでは、助詞を付けた場合のアクセントを示し、（）内が助詞の高低を表す。ただ現代京都では助詞なしの場合と助詞付きの場合で高低が異なることがあるので、その場合は/を使って分けて示す。上線は京都で例外のアクセントとなる語、下線は東京で例外のアクセントとなる語である。京都・東京のアクセントは金田一(1974)および秋永(2009)p.91による。

### 名詞

#### 一拍名詞
※一拍名詞は京都では長音化する
|       |        | 京都          | 東京      |
| ----- | ------ | ------------- | --------- |
| 第1類 | 子・戸 | こおを とおを | こを とを |
| 第2類 | 葉・日 | はあを ひいを | はを ひを |
| 第3類 | 木・手 | きいを てえを | きを てを |

第1類
院政期京都で高高、現代京都で高高（高）、東京で低（高）
- 柄(え)・蚊・香・子・血・戸・帆・緒など

第2類
院政期京都で高低、現代京都で高低（低）、東京で低（高）
- 鵜・名・葉・日・藻・矢

第3類
院政期京都で低低、現代京都で低高/低低（高）、東京で高（低）
- 絵・尾・木・酢・田・手・荷・根・火・目・湯・輪など

#### 二拍名詞
|       |        | 京都          | 東京          |
| ----- | ------ | ------------- | ------------- |
| 第1類 | 顔・風 | かおを かぜを | かおを かぜを |
| 第2類 | 音・川 | おとを かわを | おとを かわを |
| 第3類 | 色・山 | いろを やまを | いろを やまを |
| 第4類 | 糸・稲 | いとを いねを | いとを いねを |
| 第5類 | 雨・声 | あめを こえを | あめを こえを |

第1類
院政期京都で高高、現代京都で高高（高）、東京で低高（高）
- A系列…飴・蟻・烏賊（いか）・牛・梅・枝・海老・顔・風・金(かね)・壁・傷・霧・釘・口・国・首・腰・此・先・酒・里・鯖・皿・品・杉・末・底・袖・鷹・滝・竹・棚・誰・壺・爪・床（とこ）・鳥・西・庭・布・箱・端・鼻・羽根・灰・髭・膝・暇・笛・蓋・札(ふだ)・筆・星・的・右・道・水・虫・桃・森・嫁など
- B系列…艶・真似など
- C系列…姉・柿・鈴
- 系列不明…甥・瘡・君

第2類
院政期京都で高低、現代京都で高低（低）、東京で低高（低）
- A系列…痣・石・岩・歌・音・型・紙・殻・川・頃・度・為・褄・弦・夏・橋・機・旗・肘・冬・胸・村・雪・余所など
- B系列…町

第3類
院政期京都で低低、現代京都で高低（低）、東京で低高（低）
- B系列…足・穴・池・犬・芋・色・馬・裏・鬼・親・貝・皮・岸・茎・草・櫛・靴・組・雲・倉・事・米・坂・塩・潮・島・玉・月・綱・角（つの）・時・毒・年・波・海苔・墓・恥・花・腹・晴れ・豆・耳・物・山・弓・夢・脇・枠・綿など
- C系列…瓶(かめ)・浜など
- A系列…明日(あす)など
- 系列不明…鍵・熊・土・鉢・脂など

第4類
院政期京都で低高、現代京都で低高/低低（高）、東京で高低（低）
- B系列…板・稲・笠・数・肩・角(かど)・絹・錐・汁・外（そと）・側・種・肌・味噌・麦・罠など
- C系列…跡・息・糸・海・上（かみ）・管・筋・空・乳・罪・中・何・箸・針・舟など
- A系列…何時(いつ)など
- 系列不明…鎌など

第5類
院政期京都で低降、現代京都で低降/低降（低）または低高（低）、東京で高低（低）
- B系列…藍・青・汗・雨・黒・鯉・白・眉・腿（もも）など
- C系列…桶・蔭（かげ）・蜘蛛・声・猿・鍋・前・婿など
- 系列不明…秋・常・春・窓など

#### 三拍名詞
|            |          | 京都              | 東京              |
| ---------- | -------- | ----------------- | ----------------- |
| 「形」類   | 形・車   | かたちを くるまを | かたちを くるまを |
| 「小豆」類 | 小豆・娘 | あずきを むすめを | あずきを むすめを |
| 「頭」類   | 明日・光 | あしたを ひかりを | あしたを ひかりを |
| 「命」類   | 命・枕   | いのちを まくらを | いのちを まくらを |
| 「兎」類   | 兎・左   | うさぎを ひだりを | うさぎを ひだりを |
| 「兜」類   | 兜・薬   | かぶとを くすりを | かぶとを くすりを |

「形」類（第1類）
院政期京都で高高高、現代京都で高高高（高）、東京で低高高（高）
- いわし・漆・夫・踊り・飾り・形・かつお・かまど・着物・鎖・位・車・煙・麹・氷・今年・魚・桜・印・畳・机・隣・寝言・初め・鼻血・額・羊・埃・港・都・昔・柳など

「小豆」類（第2類）
院政期京都で高高低、現代京都で高低低（低）、東京で低高高（低）、ただし京阪式アクセントの大部分の地域で高高低（低）
- 小豆・女・毛抜き・二重・二つ・二人・三つ・娘・六つ・八つ・四つなど

「頭」類（第4類）
院政期京都で低低低、現代京都で高低低（低）、東京で低高高（低）、ただし京阪式アクセントの大部分の地域で高高低（低）
- 明日・あたま・うずら・団扇・扇・男・思い・表・鏡・かしら・刀・昨日・言葉・暦・境・硯・宝・俵・鼓・袴・はさみ・光・響き・袋・仏など

「命」類（第5類)
院政期京都で低低高、現代京都・東京ともに高低低（低）、ただし東京式アクセントの大部分の地域で低高低（低）
- 朝日・油・五つ・いとこ・命・きゅうり・心・姿・すだれ・情け・なすび・涙・柱・箒・枕・もみじなど

「兎」類（第6類）
院政期京都で低高高、現代京都で低低高/低低低（高）、東京で低高高（高）
- うさぎ・うなぎ・大人・蛙・かもめ・きつね・虱・すすき・すずめ・背中・高さ・団子・田んぼ・ねずみ・裸・裸足・左・雲雀・みみず・よもぎなど

「兜」類（第7類）
院政期京都で低高低、現代京都で低高低（低）、東京では高低低（低）の語と低高高（高）の語に分かれる
- いちご・後ろ・蚕・兜・からし・鯨・薬・便り・たらい・千鳥・椿・畑・一人・一つ・緑・病まいなど

### 動詞
現代の終止形は古い連体形に由来するので、院政期京都については連体形のアクセントを示す。

#### 二拍動詞
第1類
院政期京都で高高、現代京都で高高、東京で低高
- 言う・行く・居る・産む・売る・置く・押す・追う・買う・貸す・聞く・着る・消す・知る・為る（する）・積む・飛ぶ・泣く・鳴く・似る・煮る・寝る・乗る・引く・踏む・焼くなど

第2類
院政期京都で低高、現代京都で低高、東京で高低
- 合う・有る・打つ・得る・書く・勝つ・来る・刺す・住む・立つ・付く・出る・取る・成る・飲む・吹く・降る・待つ・見る・読むなど

#### 三拍動詞（五段活用）
第1類
院政期京都で高高高、現代京都で高高高、東京で低高高
- 上がる・当たる・洗う・歌う・送る・飾る・変わる・嫌う・殺す・探す・沈む・進む・違う・使う・並ぶ・運ぶ・塞ぐ・曲がる・学ぶ・向う・笑うなど

第2類
院政期京都で低低高、現代京都で高高高、東京で低高低
- 余る・急ぐ・祝う・動く・移る・起こす・落とす・思う・泳ぐ・狂う・騒ぐ・叩く・頼む・作る・届く・習う・走る・光る・防ぐ・守る・戻る・休む・許すなど

「歩く」類（第3類）
院政期京都で低高高、現代京都で低低高、東京で「歩く」「隠す」は低高低、「はいる」「参る」は高低低
- 歩く・隠す・はいる・参る

#### 三拍動詞（一段活用）
第1類
院政期京都で高高高、現代京都で高高高、東京で低高高
- 上げる・当てる・入れる・埋める・替える・消える・染める・告げる・抜ける・負ける・曲げる・燃える・止めるなど

第2類
院政期京都で低低高　現代京都で低低高　東京で低高低
- 生きる・受ける・起きる・落ちる・下りる・覚める・過ぎる・建てる・耐える・遂げる・投げる・逃げる・晴れる・見える・分けるなど

### 形容詞
形容詞も、動詞と同じく院政期京都は連体形のアクセントを示す。

#### 二拍形容詞
京都で低高、東京で高低
- 無い・良い

#### 三拍形容詞
第1類
院政期京都で高高降、現代京都で高低低、東京で低高高
- 赤い・浅い・厚い・甘い・荒い・薄い・遅い・重い・暗い・遠いなど

第2類
院政期京都で低低降、現代京都で高低低、東京で低高低
- 熱い・痛い・多い・辛い・臭い・黒い・寒い・白い・高い・近い・強い・長い・早い・広い・深い・太い・古い・欲しい・細い・若い・悪いなど

#### 四拍形容詞
第1類
- 院政期京都で高高高降、京都で高高低低、東京で低高高高
- 悲しい・やさしい・宜しいなど

第2類
院政期京都で低低低降、京都で高高低低、東京で低高高低
- 厳しい・苦しい・詳しい・親しい・涼しい・正しい・楽しい・激しい・等しいなど

## 品詞によらない類別
前節では品詞別に類を並べたが、アクセントの地域間の規則的対応関係は品詞に関係なく見られる。下の表に2拍語および3拍語の各類の対応関係を示す。京阪式は京都よりも古いアクセントの残る和歌山などのアクセントを示す。東京式も、甲府のアクセントを示す。
| 拍数 | 院政期 京都 | 現代 京阪式       | 現代 東京式 | 所属する類（語例） | 所属する類（語例） | 所属する類（語例） |
| 拍数 | 院政期 京都 | 現代 京阪式       | 現代 東京式 | 品詞               | 類                 |                    |
| ---- | ----------- | ----------------- | ----------- | ------------------ | ------------------ | ------------------ |
| 2    | 高高        | 高高(高)          | 低高(高)    | 名詞               | 第1類（姉）        |                    |
| 2    | 高高        | 高高(高)          | 低高(高)    | 動詞               | 第1類（言う）      |                    |
| 2    | 高低        | 高低(低)          | 低高(低)    | 名詞               | 第2類（石）        |                    |
| 2    | 低低        | 高低(低)          | 低高(低)    | 名詞               | 第3類（足）        |                    |
| 2    | 低高        | 低高 低低(高)     | 高低(低)    | 名詞               | 第4類（跡）        |                    |
| 2    | 低高        | 低高 低低(高)     | 高低(低)    | 動詞               | 第2類（合う）      |                    |
| 2    | 低降        | 低降(低)          | 高低(低)    | 名詞               | 第5類（雨）        |                    |
| 3    | 高高高      | 高高高(高)        | 低高高(高)  | 名詞               | 第1類（いわし）    |                    |
| 3    | 高高高      | 高高高(高)        | 低高高(高)  | 動詞               | 第1類（上がる）    |                    |
| 3    | 高高降      | 高高低(低)        | 低高高(低)  | 形容詞             | 第1類（赤い）      |                    |
| 3    | 高高低      | 高高低(低)        | 低高高(低)  | 名詞               | 第2類（小豆）      |                    |
| 3    | 低低低      | 高高低(低)        | 低高高(低)  | 名詞               | 第4類（明日）      |                    |
| 3    | 高低低      | 高低低(低)        | 低高低(低)  | 名詞               | 第3類（二十歳）    |                    |
| 3    | 低低高      | 高低低(低)        | 低高低(低)  | 名詞               | 第5類（命）        |                    |
| 3    | 低低高      | 高低低(低)        | 低高低(低)  | 動詞               | 第2類（余る）      |                    |
| 3    | 低低降      | 高低低(低)        | 低高低(低)  | 形容詞             | 第2類（白い）      |                    |
| 3    | 低高高      | 低低高 低低低(高) | 低高高(高)  | 名詞               | 第6類（うさぎ）    |                    |
| 3    | 低高高      | 低低高 低低低(高) | 高低低(低)  | 動詞               | 第3類（歩く）      |                    |
| 3    | 低高低      | 低高低(低)        | 高低低(低)  | 名詞               | 第7類（兜）        |                    |